# Moel y Gaer (Bodfari)
Pour les articles homonymes, voir Moel y Gaer.
Moel y Gaer est une colline fortifiée de l'âge du fer située près du village de Bodfari, dans le nord-est du pays de Galles, au Royaume-Uni.

## Situation
La colline fortifiée de Moel y Gaer se situe dans la chaîne Clwydienne, un massif qui longe la frontière entre les comtés du Denbighshire et du Flintshire. Contrairement aux autres collines fortifiées de la chaîne Clwydienne, elle ne se trouve pas sur la crête principale, mais sur une crête secondaire qui s'enfonce dans la vallée de la Clwyd. Son altitude est faible (environ 200 m), mais elle occupe un emplacement stratégique qui surplombe le confluent de la Chwiler (en) et de la Clwyd.

## Fouilles
Le site de Moel y Gaer est fouillé en 1849 par l'antiquaire gallois William Wynne Ffoulkes. Des fouilles plus approfondies prennent 
place dans les années 2000 et 2010,.